# Bujantogtochyn Sumjaa
Bujantogtochyn Sumjaa (* 25. Januar 1999) ist eine ehemalige mongolische Eisschnellläuferin.

## Sportliche Karriere
Mitte Februar 2008 trat sie erstmals bei den mongolischen Junioren-Mehrkampfmeisterschaften in Erdenet an. Diesen Wettbewerb konnte sie einige Jahre später 2011, 2012, 2013 und 2015 in ihrer jeweiligen Altersklasse gewinnen. Im November 2015 und November 2016 nahm sie an insgesamt zehn Rennen des Junioren-Weltcups teil – ihr bestes Ergebnis war dabei ein 24. Platz im Massenstart in Minsk.
Dazwischen vertrat sie ihr Land im Februar 2016 bei den Olympischen Jugend-Winterspielen in der norwegischen Stadt Hamar. Während sie bei ihren Individualstarts über 2 × 500 und 1500 Meter sowie im Massenstart ohne vordere Platzierung blieb, gewann sie im gemischten Teamsprint zusammen mit Noemi Bonazza (Italien), Chung Jae-woong (Südkorea) und Shen Hanyang (VR China) die Goldmedaille. Damit krönte sie sich zur ersten Medaillengewinnerin der Mongolei bei Olympischen Winterspielen überhaupt.
Im Januar 2017 wurde Buyantogtokh mongolische Mehrkampfmeisterin und einen Monat später trat sie bei den Winter-Asienspielen im japanischen Obihiro an. Sie startete dort über 500, 1000 und 1500 Meter und erreichte als bestes Resultat den 15. Platz in der Kurzdistanz. Ihre letzten Wettkämpfe absolvierte sie im Juli 2018 beim Sommer-Cup in Heerenveen.

## Persönliche Bestzeiten
| Distanz | Zeit        | Datum         | Ort     |
| ------- | ----------- | ------------- | ------- |
| 500 m   | 41,36 s     | 16. März 2017 | Calgary |
| 1000 m  | 1:21,22 min | 16. März 2017 | Calgary |
| 1500 m  | 2:05,75 min | 19. März 2017 | Calgary |
| 3000 m  | 4:49,10 min | 20. März 2015 | Calgary |

(Stand: 9. Januar 2022)